# Seznam olympioniků Československa s více medailemi z jedněch her
Seznam olympioniků Československa s více medailemi z jedněch her uvádí přehled sportovních reprezentantů Československa, kteří na jedněch olympijských hrách (jak letních, tak zimních) získali více medailí. 
Nejúspěšnější olympioničkou je Věra Čáslavská, jež získala na hrách 1968 v mexickém Ciudad de México čtyři zlaté a dvě stříbrné medaile, čímž navázala na zisk tří zlatých a jedné stříbrné z předchozích her v japonském Tokiu. Na zimních olympiádách zaznamenal v tomto kritériu největšího úspěchu Jiří Raška na hrách 1968 ve francouzském Grenoble, kde vybojoval jednu zlatou a jednu stříbrnou medaili.
Československo se zúčastnilo olympijských her poprvé na letních hrách v roce 1920 v Antverpách a naposledy v roce 1992 v Barceloně. Před první světovou válkou Češi reprezentovali tým Čech, v jehož řadách byli také dva sportovci, kteří získali po dvou medailích na jedněch hrách, po roce 1992 pak tým Česka rovněž s několika několikanásobnými medailisty.

## Seznam sportovců
| Sportovec         | Hry                        | Sportovní odvětví    | Medailová bilance | Přehled medailí |
| ----------------- | -------------------------- | -------------------- | ----------------- | --- |
| Jan Bártů         | LOH 1976, Montréal         | moderní pětiboj      | 0 – 1 – 1         | - stříbro – družstvo - bronz – jednotlivci                                                                                              |
| Eva Bosáková      | LOH 1960, Řím              | sportovní gymnastika | 1 – 1 – 0         | - zlato – kladina - stříbro – víceboj – družstvo                                                                                        |
| Věra Čáslavská    | LOH 1964, Tokio            | sportovní gymnastika | 3 – 1 – 0         | - zlato – kladina - zlato – přeskok - zlato – víceboj jednotlivkyně - stříbro – víceboj – družstvo                                      |
| Věra Čáslavská    | LOH 1968, Ciudad de México | sportovní gymnastika | 4 – 2 – 0         | - zlato – bradla - zlato – prostná - zlato – přeskok - zlato – víceboj jednotlivkyně - stříbro – kladina - stříbro – víceboj – družstvo |
| Ladislav Fouček   | LOH 1956, Melbourne        | dráhová cyklistika   | 0 – 2 – 0         | - stříbro – 1000 m s pevným startem - stříbro – tandem                                                                                  |
| Květa Jeriová     | ZOH 1984, Sarajevo         | běh na lyžích        | 0 – 1 – 1         | - stříbro – štafeta 4×5 km - bronz – 5 km klasicky                                                                                      |
| Emanuel Löffler   | LOH 1928, Amsterdam        | sportovní gymnastika | 0 – 2 – 1         | - stříbro – přeskok - stříbro – víceboj – družstvo - bronz – kruhy                                                                      |
| Miloslav Mečíř    | LOH 1988, Soul             | tenis                | 1 – 0 – 1         | - zlato – dvouhra - bronz – čtyřhra |
| Vladimír Petříček | LOH 1972, Mnichov          | veslování            | 0 – 1 – 1         | - stříbro – dvojka s kormidelníkem - bronz – čtyřka s kormidelníkem                                                                     |
| Robert Pražák     | LOH 1924, Paříž            | sportovní gymnastika | 0 – 3 – 0         | - stříbro – bradla - stříbro – kruhy - stříbro – víceboj – jednotlivci                                                                  |
| Jiří Raška        | ZOH 1968, Grenoble         | skoky na lyžích      | 1 – 1 – 0         | - zlato – střední můstek - stříbro – velký můstek                                                                                       |
| Zdeněk Růžička    | LOH 1948, Londýn           | sportovní gymnastika | 0 – 0 – 2         | - bronz – kruhy - bronz – prostná |
| Bedřich Šupčík    | LOH 1924, Paříž            | sportovní gymnastika | 1 – 0 – 1         | - zlato – šplh na laně - bronz – víceboj – jednotlivci                                                                                  |
| Ladislav Vácha    | LOH 1924, Paříž            | sportovní gymnastika | 0 – 0 – 2         | - bronz – kruhy - bronz – šplh na laně                                                                                                  |
| Ladislav Vácha    | LOH 1928, Amsterdam        | sportovní gymnastika | 1 – 2 – 0         | - zlato – bradla - stříbro – kruhy - stříbro – víceboj – družstvo                                                                       |
| Emil Zátopek      | LOH 1948, Londýn           | atletika             | 1 – 1 – 0         | - zlato – běh na 10 000 m - stříbro – běh na 5000 m                                                                                     |
| Emil Zátopek      | LOH 1952, Helsinky         | atletika             | 3 – 0 – 0         | - zlato – běh na 5000 m - zlato – běh na 10 000 m - zlato – maraton                                                                     |